# Insulele Pakri

Localizarea insulelor Pakri în cadrul Estoniei.

Insulele Pakri sunt două insule estone din Golful Finic: Suur-Pakri și Väike-Pakri (în suedeză: Stora Rågö și Lilla Rågö). Din punct de vedere administrativ acestea aparțin orașului Paldiski. Secole la rând insulele au fost locuite de suedezi, dar în timpul celui de-Al Doilea Război Mondial întreaga populație a fost nevoită să plece.

## Etimologie
Numele suedez al insulelor, Rågöarna, înseamnă ”Insulele Secarei” - de-a lungul timpurilor secara era principala cultură cultivată pe aceste insule. Astfel, Stora Rågö și Lilla Rågö sunt traduse ca ”Insula Mare a Secarei” și respectiv ”Insula Mică a Secarei”. Sunt folosite și denumirile alternative Västra Rågö/Västerö și Östra Rågö/Österö (Insula de Vest și Insula de Est).
După mărime Väike-Pakri (Mica-Pakri) este de fapt mai mare decât Suur-Pakri (Marea-Pakri). Motivul apariției acestei contradicții este probabil faptul că Suur-Pakri a avut mai mulți locuitori și terenuri agricole mai bune, fiind considerată astfel mai importantă.

## Geografie

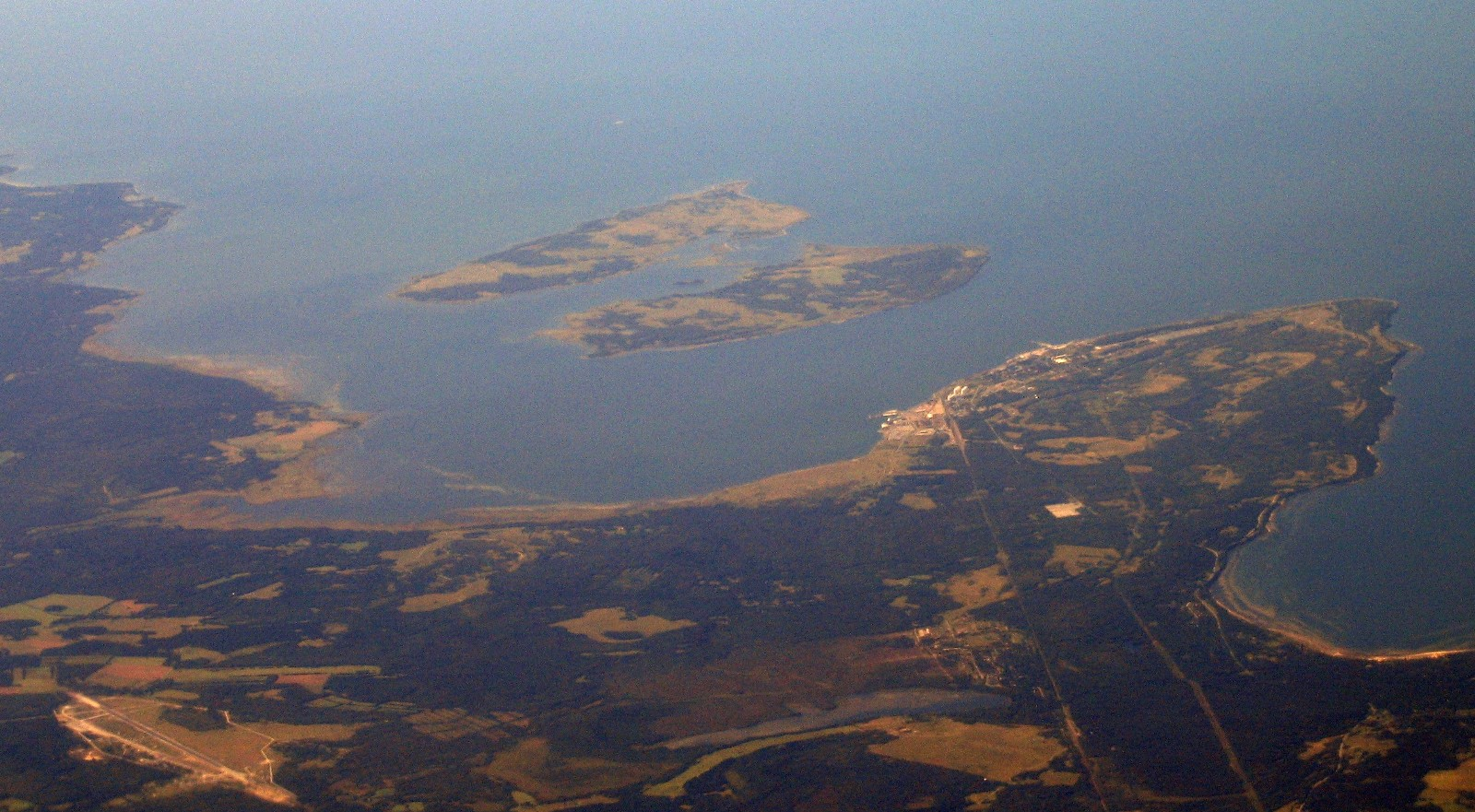
O fotografie aeriană a insulelor Pakri și a peninsulei Pakri.

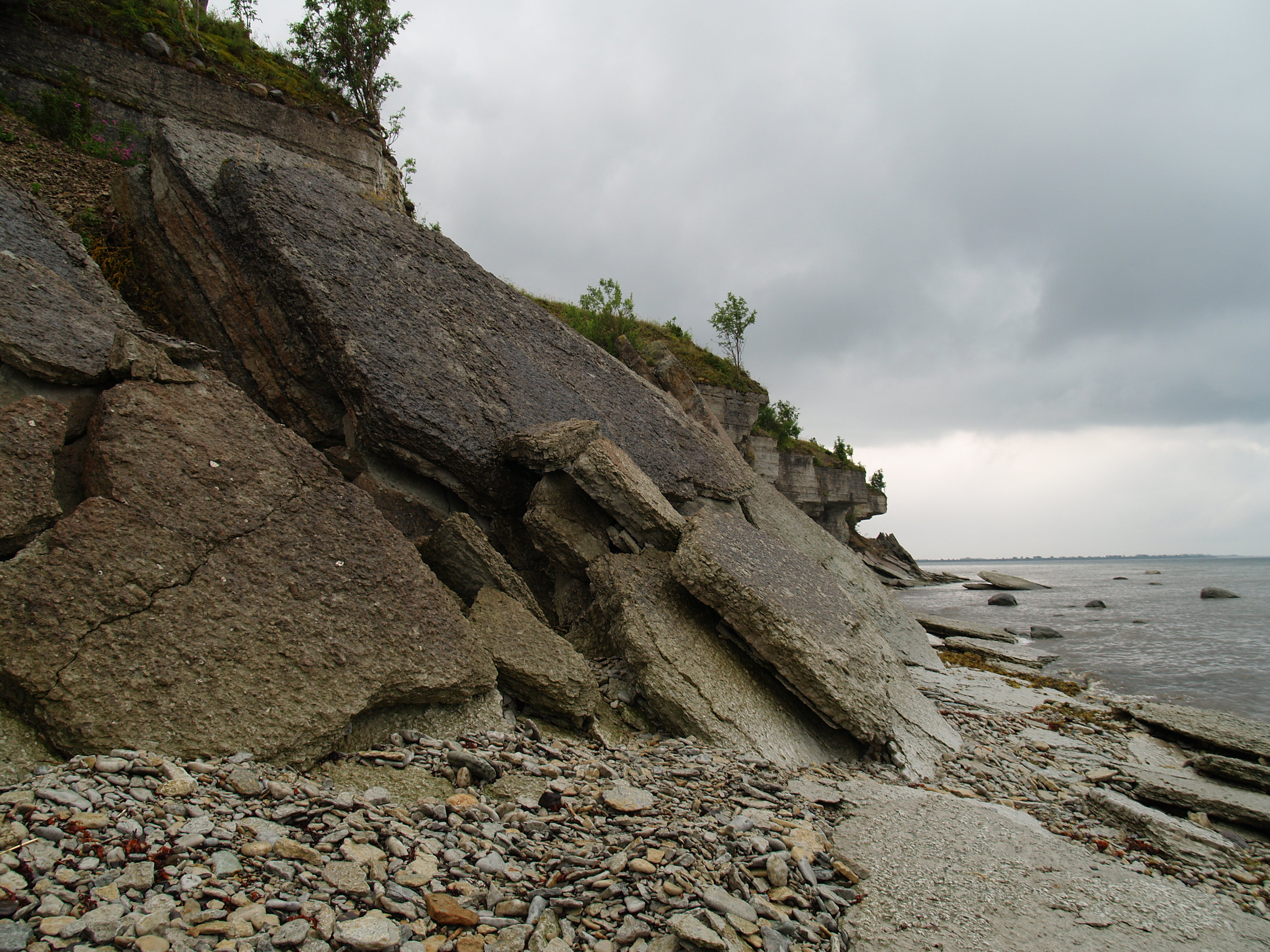
Țărmul nordic al insulei Väike-Pakri.

Insulele se află la câțiva kilometri distanță de coasta estonă. Väike-Pakri este amplasată la 3 km distanță de Paldiski și este separată de acesta de Golful Paldiski (sau Pakri, suedeză: Rågövik), adânc de 20 m. Strâmtoarea Kurkse lată de 3 km, dar cu o adâncime mică desparte insulele de uscat la sud.
Suprafața insulei estice Väike-Pakri este de 12,9 km2, iar Suur-Pakri acoperă 11,6 km2 (locul 8 și 9 în topul celor mai mari insule din Estonia). Väike-Pakri este de asemenea mai înaltă decât Suur-Pakri (cu înălțimea maximă de 17 m și respectiv 8 m). Ambele au în jur de 6 km lungime (pe axa NW-SE) și 2-2,5 km lățime.
Câteva insulițe sunt situate în strâmtoarea dintre cele două insule, care are 1-1,5 km lățime și numai 2-4 m adâncime. În 1952 armata sovietică a construit un dig care trecea prin câteva din aceste insulițe și unea insulele Pakri.
O stâncă de calcar mărginește țărmurile nordice ale ambelor insule, dar și coasta de est a insulei Väike-Pakri. Aceasta se ridică până la 4 m pe Suur-Pakri și 13 m pe Väike-Pakri. Ambele insule practic fac parte dintr-un podiș calcaros mai mare care acoperă nordul Estoniei.

### Sate

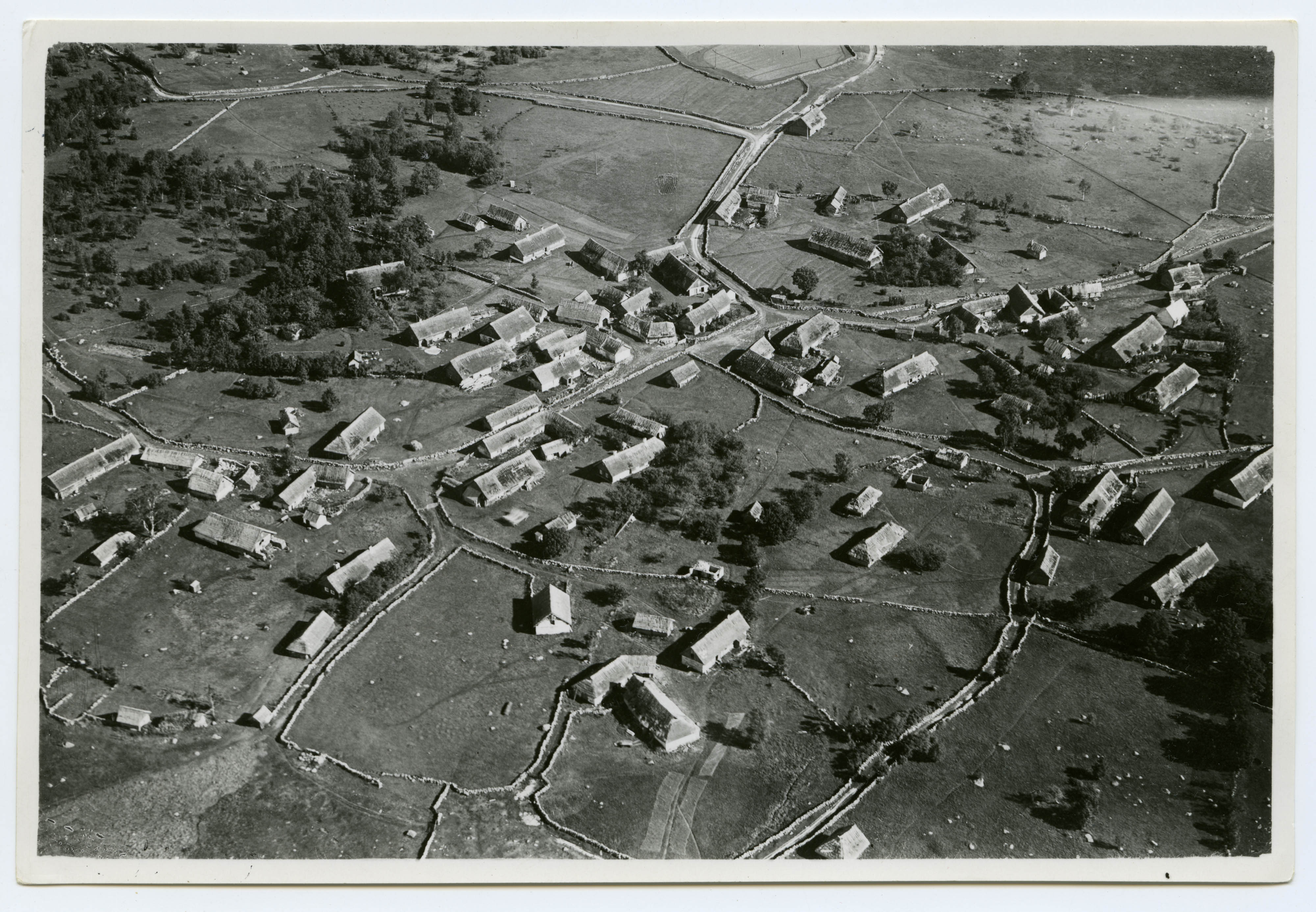
Satul Storbyn pe Väike-Pakri în anii 1930.

Înainte de Al Doilea Război Mondial insulele găzduiau cinci sate, trei pe Suur-Pakri și două pe Väike-Pakri.
Suur-Pakri
- Storbyn (Estonă: Suurküla) (100 locuitori în 1935)
- Strandbyn sau Åsbyn (Estonă: Rannaküla) (59)
- Bisagidbyn (Estonă: Lepiku küla) (38)

Väike-Pakri
- Storbyn (Estonă: Suurküla) (88)
- Lillbyn (Estonă: Väikeküla) (72)

## Istorie

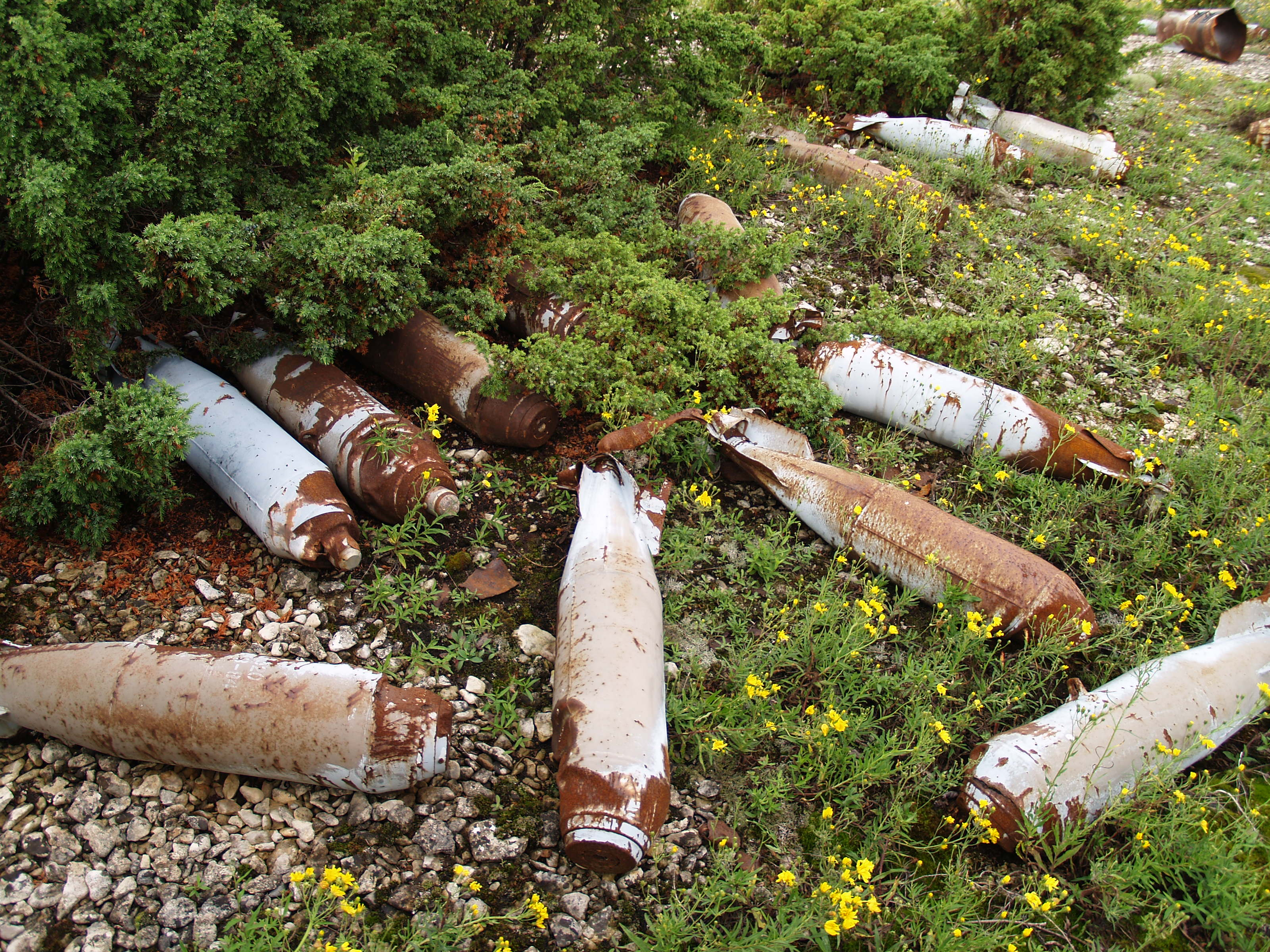
Obuze rămase din timpurile când insulele erau folosite pentru bombardamente aeriene de către forțele sovietice.

Insulele erau locuite în 1345 atunci când cinci familii suedeze au cumpărat insula vestică de la mănăstirea Padise. Conform recensământului eston din 1934 insulele Pakri aveau o populație de 354 de locuitori, toți suedezi cu excepția a 13 germani. Existau cinci sate cu un total de 109 gospodării, un mic muzeu folcloric (deschis în 1935, închis în 1940) și câte o biserică și școală pe fiecare dintre cele două insule. În urma semnării Pactului Ribbentrop-Molotov și acțiunile ulterioare ale Uniunii Sovietice (vezi Ultimatumurile sovietice din 1939), toți locuitorii au fost forțați să plece, insulele devenind baze militare ale Armatei Roșii. Majoritatea suedezilor de pe insulele Pakri au fugit în Suedia înainte de 1944, în timpul ocupației germane a Estoniei. După cel de-al Doilea Război Mondial, Väike-Pakri a avut câțiva locuitori până în anul 1965. În timpul perioadei sovietice insulele au fost folosite ca terenuri de antrenament pentru bombardamente aeriene de către țările Pactului de la Varșovia.
După ce insulele au fost înapoiate Estoniei în 1994 principalul obiectiv a fost înlăturarea bombelor neexplodate. Mii de dispozitive explozive au fost distruse și zona a fost curățată complet până în 1997.
În cadrul reformei funciare realizate după restaurarea independenței Estoniei o parte din pământuri au fost întoarse proprietarilor originali de dinaintea războiului. Părțile nordice ale ambelor insule și partea sudică a insulei Väike-Pakri au fost incluse în Parcul Natural Pakri, creat în 1998 pentru a proteja stâncile și câmpiile de calcar, dar și speciile rare care trăiesc acolo. În 2004 insulele au obținut primul lor locuitor din ultimele decenii atunci când o persoană născută acolo în timpul celui de-Al Doilea Război Mondial s-a întors pentru a reconstrui ferma părinților săi. La sfârșitul lui 2009 insulele aveau șase locuitori permanenți.

## Clima
| Date climatice pentru Pakri Islands (1981–2010)            | Date climatice pentru Pakri Islands (1981–2010) | Date climatice pentru Pakri Islands (1981–2010) | Date climatice pentru Pakri Islands (1981–2010) | Date climatice pentru Pakri Islands (1981–2010) | Date climatice pentru Pakri Islands (1981–2010) | Date climatice pentru Pakri Islands (1981–2010) | Date climatice pentru Pakri Islands (1981–2010) | Date climatice pentru Pakri Islands (1981–2010) | Date climatice pentru Pakri Islands (1981–2010) | Date climatice pentru Pakri Islands (1981–2010) | Date climatice pentru Pakri Islands (1981–2010) | Date climatice pentru Pakri Islands (1981–2010) | Date climatice pentru Pakri Islands (1981–2010) |
| Luna                                                       | Ian                                             | Feb                                             | Mar                                             | Apr                                             | Mai                                             | Iun                                             | Iul                                             | Aug                                             | Sep                                             | Oct                                             | Nov                                             | Dec                                             | Anual                                           |
| ---------------------------------------------------------- | ----------------------------------------------- | ----------------------------------------------- | ----------------------------------------------- | ----------------------------------------------- | ----------------------------------------------- | ----------------------------------------------- | ----------------------------------------------- | ----------------------------------------------- | ----------------------------------------------- | ----------------------------------------------- | ----------------------------------------------- | ----------------------------------------------- | ----------------------------------------------- |
| Maxima medie °C (°F)                                       | −0.5 (31,1)                                     | −1.3 (29,7)                                     | 2.0 (35,6)                                      | 7.8 (46)                                        | 13.4 (56,1)                                     | 17.4 (63,3)                                     | 20.9 (69,6)                                     | 19.9 (67,8)                                     | 15.0 (59)                                       | 9.7 (49,5)                                      | 4.0 (39,2)                                      | 1.0 (33,8)                                      | 9,1 (48,4)                                      |
| Media zilnică °C (°F)                                      | −2.5 (27,5)                                     | −3.6 (25,5)                                     | −0.7 (30,7)                                     | 4.1 (39,4)                                      | 9.4 (48,9)                                      | 13.8 (56,8)                                     | 17.3 (63,1)                                     | 16.5 (61,7)                                     | 12.0 (53,6)                                     | 7.4 (45,3)                                      | 2.2 (36)                                        | −0.9 (30,4)                                     | 6,3 (43,3)                                      |
| Minima medie °C (°F)                                       | −4.7 (23,5)                                     | −5.9 (21,4)                                     | −3.1 (26,4)                                     | 1.2 (34,2)                                      | 5.7 (42,3)                                      | 10.4 (50,7)                                     | 13.9 (57)                                       | 13.2 (55,8)                                     | 9.2 (48,6)                                      | 5.0 (41)                                        | 0.2 (32,4)                                      | −3 (27)                                         | 3,5 (38,3)                                      |
| Minima istorică °C (°F)                                    | −29.7 (−21.5)                                   | −26.3 (−15.3)                                   | −21.2 (−6.2)                                    | −9.8 (14,4)                                     | −3.7 (25,3)                                     | 2.1 (35,8)                                      | 6.0 (42,8)                                      | 5.0 (41)                                        | −2.5 (27,5)                                     | −8.4 (16,9)                                     | −17.2 (1)                                       | −23.2 (−9.8)                                    | −29,7 (−21,5)                                   |
| Precipitații mm (inches)                                   | 44 (1.73)                                       | 30 (1.18)                                       | 31 (1.22)                                       | 32 (1.26)                                       | 28 (1.1)                                        | 52 (2.05)                                       | 55 (2.17)                                       | 65 (2.56)                                       | 59 (2.32)                                       | 65 (2.56)                                       | 56 (2.2)                                        | 52 (2.05)                                       | 567 (22,32)                                     |
| Umiditate [%]                                              | 86                                              | 85                                              | 81                                              | 77                                              | 75                                              | 79                                              | 79                                              | 80                                              | 82                                              | 82                                              | 85                                              | 86                                              | 81                                              |
| Nr. de zile cu precipitații (≥ 1.0 mm)                     | 12                                              | 7                                               | 8                                               | 8                                               | 6                                               | 8                                               | 8                                               | 10                                              | 11                                              | 11                                              | 12                                              | 13                                              | 114                                             |
| Sursă: Estonian Weather Service (precipitation, 1971–2000) |                                                 |                                                 |                                                 |                                                 |                                                 |                                                 |                                                 |                                                 |                                                 |                                                 |                                                 |                                                 |                                                 |

## Imagini

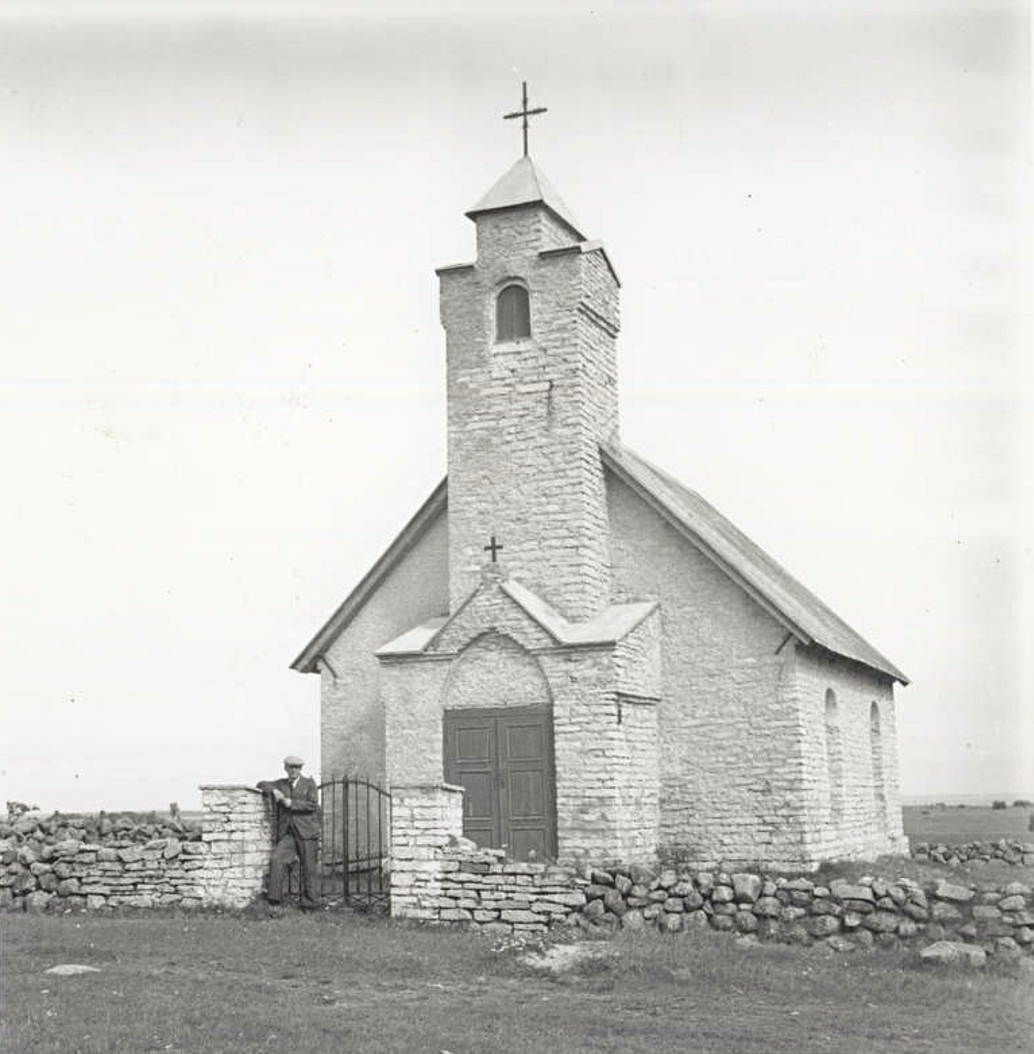
Capela de pe Suur-Pakri(1924)
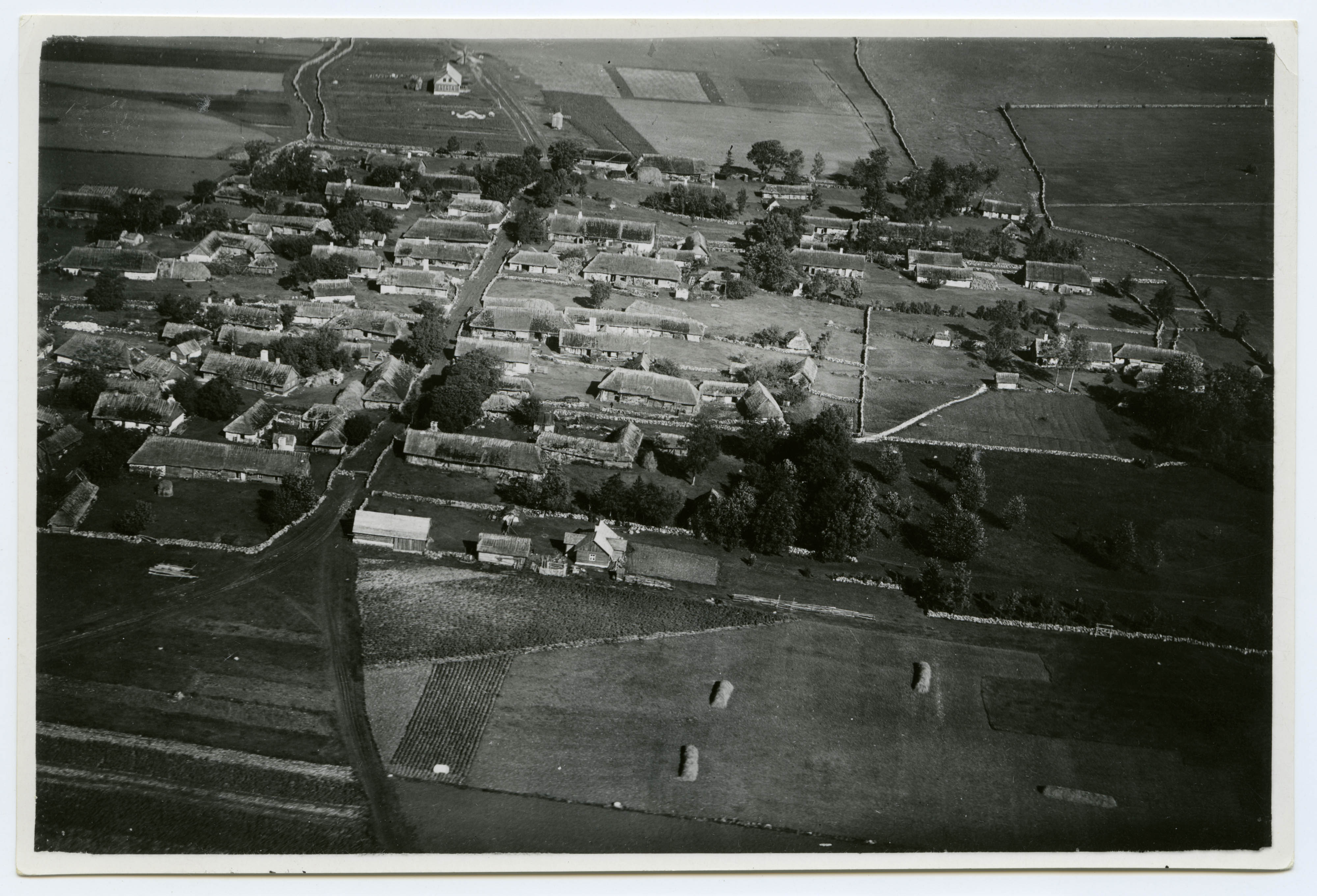
Fotografie aeriană a satului Storbyn
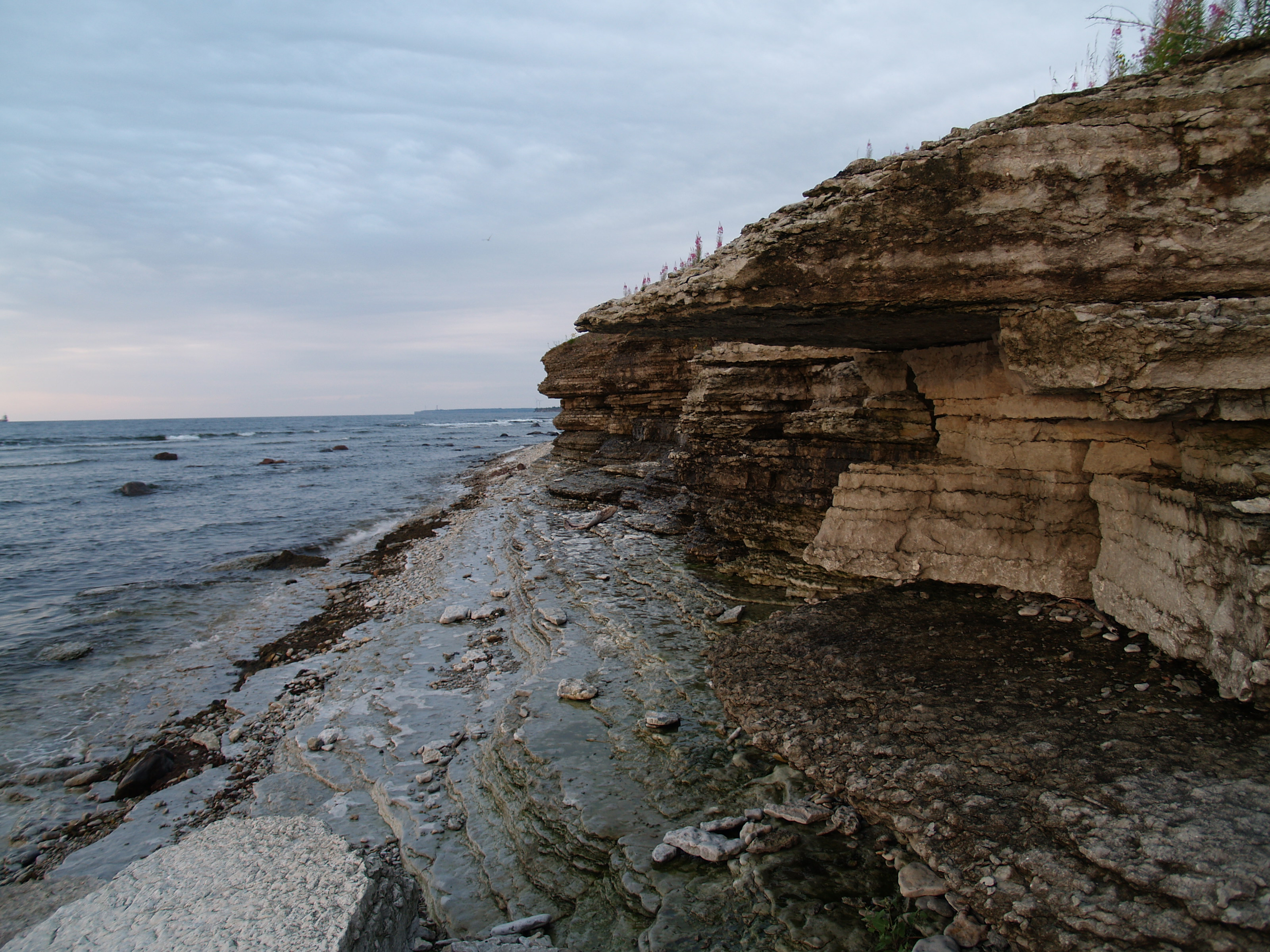
Stânci calcaroase pe Suur-Pakri
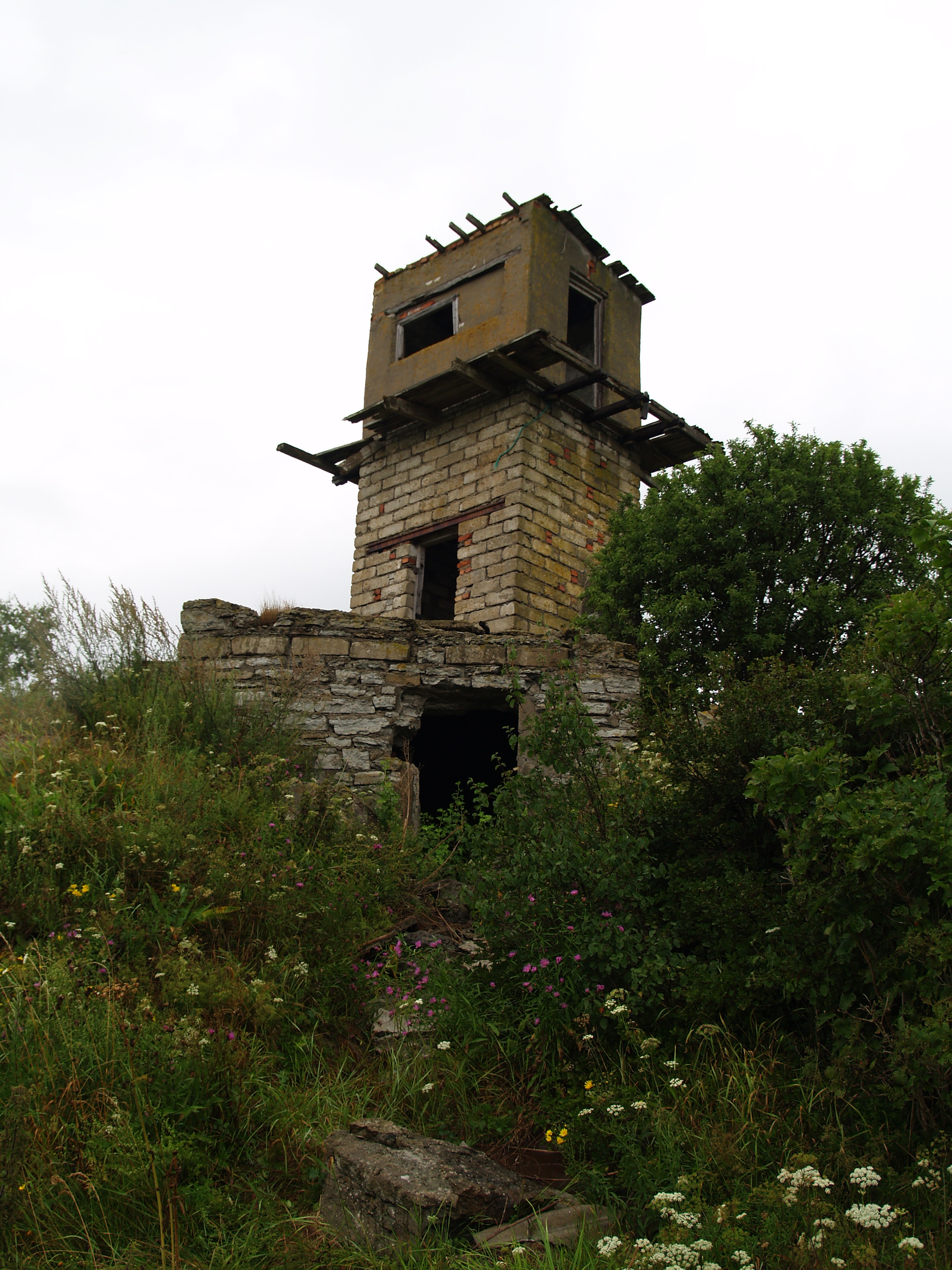
Turn de supraveghere sovietic în ruine
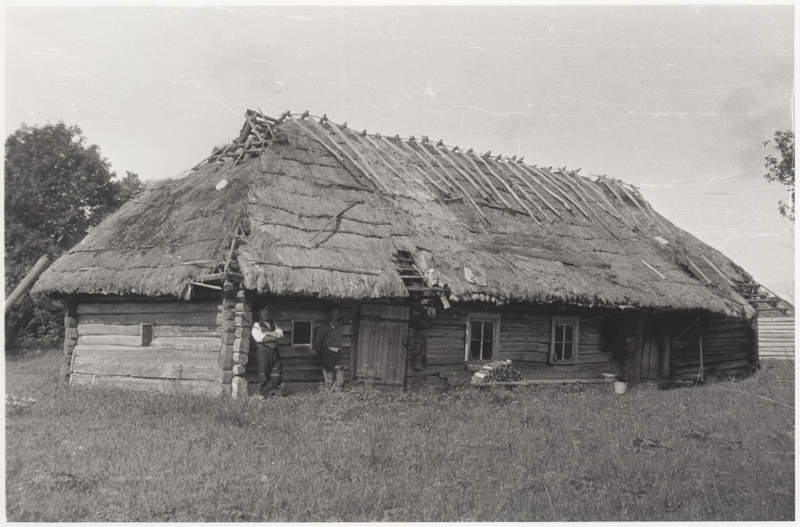
Fotografie din 1932

## Legături externe
- en The Pakri Islands' Development Foundation
- en Swedes from Pakri islands Arhivat în 28 martie 2008, la Wayback Machine. - a virtual exhibition at Estonian National Museum